# Yoshi (singolo)
Yoshi è un singolo dei rapper italiani Dani Faiv, Thasup e Fabri Fibra, pubblicato il 13 settembre 2019 come secondo estratto dal mixtape Machete Mixtape 4.

## Descrizione
Terza traccia del disco, ancor prima della pubblicazione la versione originaria ha raggiunto la vetta della Top Singoli italiana, venendo certificato disco di platino dalla FIMI.
Il 13 settembre 2019 il brano è stato ripubblicato in versione remix con il coinvolgimento del cantante colombiano J Balvin e il rapper italiano Capo Plaza e con un testo rivisitato.

## Tracce
Download digitale
1. Yoshi – 3:31

Download digitale – remix
1. Yoshi Remix – 4:53

## Classifiche

### Classifiche settimanali
| Classifica (2019) | Posizione massima |
| ----------------- | ----------------- |
| Italia            | 1                 |

### Classifiche di fine anno
| Classifica (2019) | Posizione |
| ----------------- | --------- |
| Italia            | 14        |
| Classifica (2020) | Posizione |
| Italia            | 98        |